# Holcus rigidus
Holcus rigidus là một loài thực vật có hoa trong họ Hòa thảo. Loài này được Hochst. ex Seub. mô tả khoa học đầu tiên năm 1840.